# Themistonoë cacica
Themistonoë cacica är en skalbaggsart som beskrevs av Thomson 1864. Themistonoë cacica ingår i släktet Themistonoë och familjen långhorningar. Inga underarter finns listade i Catalogue of Life.